# Juan José Llamas
Juan José Llamas fue un político español.

## Reseña biográfica
Fue intendente de Zaragoza, cargo que dejó al ser elegido diputado por la provincia de La Coruña.
Como Jefe Político interino, del 21 de enero de 1839 al 12 de febrero de 1839, del 3 de junio de 1839 al 6 de julio de 1839 y del 6 de agosto de 1840 al 11 de agosto de 1840 fue presidente de la Diputación Provincial de Zaragoza.
| Predecesor: Dionisio de Echegaray | Presidente de la Diputación Provincial de Zaragoza 21 de enero de 1839 - 12 de febrero de 1839 | Sucesor: Isidro Pérez Roldán               |
| Predecesor: Luis del Corral       | Presidente de la Diputación Provincial de Zaragoza 03 de junio de 1839 - 06 de julio de 1839   | Sucesor: Antonio Rafael de Oviedo y Portal |
| Predecesor: Juan Ruiz y Cermeño   | Presidente de la Diputación Provincial de Zaragoza 06 de agosto de 1840 - 11 de agosto de 1840 | Sucesor: José María de San Millán          |